# Chikako Mitsuhashi
Chikako Mitsuhashi (みつはしちかこ, Mitsuhashi Chikako) est une mangaka japonaise, née le 30 janvier 1941 à Ishioka (Préfecture d'Ibaraki).
Elle est surtout connue pour sa série Chiisana koi no monogatari (Histoire d'un petit amour), publiée sans interruption de 1962 à 2008, rassemblée en 43 volumes et dont plus de 20.000.000 d'exemplaires ont été vendus. Elle a aussi contribué au scenario de son adaptation en dessin animé "Chiisana koi no monogatari: Chicchi to Sarî hatsukoi no shiki" réalisée par Toshio Hirata en 1984.

## Prix et récompenses
- 2015: Prix culturel Osamu Tezuka[2]
- 2015: Prix de l'Association des auteurs de bande dessinée japonais[2]